# Yella (film)
Yella är en tysk romantisk thrillerfilm från 2007 i regi av Christian Petzold.
Filmen, som är inspirerad av Carnival of Souls från 1962, är den sista i Christian Petzolds Ghost-trilogi och följer på Den inre säkerheten 2000 och Ghosts 2005.

## Roller i urval
- Nina Hoss - Yella Fichte
- Devid Striesow - Philipp
- Hinnerk Schönemann - Ben
- Burghart Klaussner - dr Gunthen
- Barbara Auer - Barbara Gunthen
- Christian Redl - Yellas far